# Bitwa o Prudnik (1760)
Bitwa o Prudnik – starcie zbrojne, które miało miejsce 25 marca 1760 w trakcie trzeciej wojny śląskiej (części wojny siedmioletniej).

## Przebieg
Austriacki generał Gideon Ernst von Laudon i francuski generał Jacquemin wyruszyli w stronę Prudnika z kirasjerami, dragonami, 1000 huzarami, 2000 Chorwatami i 14 kompaniami grenadierów w celu zaatakowania z zaskoczenia wojsk pruskich stacjonujących w mieście.
Austriacy w nocy zaatakowali Prusaków, którzy opuszczali miasto. Oddziały pod dowództwem Jacquemina zostały ustawione obok Niemysłowic, przy drodze do Ścinawy Małej. Laudon ze swoim wojskiem zaatakował z prawej flanki. Dwa razy dźwiękiem trąbki nawoływał wrogów do poddania się, gdy tego nie zrobili, rozkazał swojej kawalerii przystąpienie do ataku. Austriaccy kapitanowie Blumenthal i Zittzwitz ustawili swoich żołnierzy na pozycjach, z których prowadzili nieprzerwany ogień.
Kawaleria Laudona sześć razy galopem podchodziła pod mury miasta, straciła wielu jeźdźców, w tym kilku oficerów, a następnie się wycofała. Austriacy nacierali na wrogów ze wszystkich stron. Prusacy wycofali się z Prudnika do Ścinawy Nyskiej przez Niemysłowice, Rudziczkę i Piorunkowice. Po drodze odbyło się kilka mniejszych walk między nimi i Austriakami.

## Straty
Podczas bitwy poległo 300 Austriaków, 500 zostało rannych, a 25 wzięto do niewoli (w tym kilku oficerów). Prusaków zginęło 35 (w tym 4 oficerów), a 65 zostało rannych.